# Пал Малетер
Пал Малетер (угор. Maléter Pál; 4 вересня 1917, Епер'єш — 16 червня 1958, Будапешт) — угорський військовий діяч, генерал. Міністр оборони в уряді Імре Надя (листопад 1956).

## Сім'я і юність
Народився в сім'ї професора права. Його рідне місто після Першої світової війни увійшло до складу Чехословаччини, в 1938, згідно «Віденського арбітражу» було передане Угорщині, а після Другої світової війни знову стало чехословацьким. Два роки навчався на медичному факультеті Карлівого університету в Празі, працював практикантом у лікарні. Незабаром після приєднання свого рідного міста до Угорщини переїхав до Будапешта.

## Військова кар'єра
Закінчив військову академію Людовіка в Будапешті, в 1942 отримав чин лейтенанта і був направлений на Східний фронт. Брав участь в боях, потрапив у полон, де закінчив спеціальну школу, що готувала партизан-парашутистів. Був командиром партизанського загону, що воював проти німців в Трансильванії, отримав звання капітана. Вступив до Комуністичної партії (з 1948 — Угорська партія трудящих).
У 1945-1947 — начальник охорони уряду і Президента Угорської республіки. З 1953 — полковник, командувач допоміжними інженерними батальйонами міністерства оборони.

## Діяльність в жовтні-листопаді 1956
До жовтня 1956 був маловідомий за межами угорської армії. Широка популярність до нього прийшла після того, як він — єдиний старший офіцер — перейшов на бік повстанців під час жовтневих подій 1956.
25 жовтня міністр оборони Іштван Бата доручив полковнику Малетеру прибути до будапештських казарм Кіліан, в яких були розквартировані військові будівельники, і запобігти їх захоплення демонстрантами, які виступали проти уряду. Для виконання бойового завдання Малетеру було виділено п'ять танків. 26 жовтня оголосив міністру оборони, що перейшов на сторону повсталих.
З 30 жовтня — співголова (разом з генералом Бела Кірай) Комітету революційних збройних сил, який керував повстанськими формуваннями. Але між Малетером і Кірай існувало суперництво і розбіжності в політичному підході. Кірай підтримував розправи над прихильниками колишнього режиму, тоді як Малетер, навпаки, прагнув утримувати бойовиків в рамках дисципліни і законності та навіть стратив деяких з них за позасудові розправи. Це призвело до того, що велика частина збройних сил виявилася непідконтрольна комітету.
З 31 жовтня — член Революційного комітету оборони. З 1 листопада — перший заступник міністра оборони. У той же день зустрічається з тільки що звільненим з в'язниці главою угорської Католицької церкви кардиналом Йожефом Міндсенті. Разом з Кірай виступав проти збереження в складі уряду міністрів, тісно пов'язаних з комуністичним режимом Ракоші-Герьо. Намагався встановити контроль над усіма повстанськими загонами, проте домігся лише часткового успіху — для деяких повстанців армійський офіцер і член партії Малетер був підозрілою фігурою. Був одним з ініціаторів звільнення з керівних постів в армії партійних призначенців і їх заміни на кадрових військових.
3 листопада призначено міністром оборони в уряді Імре Надя з присвоєнням звання генерал-майора.

## Арешт, в'язниця, страта
Увечері 3 листопада в складі офіційної делегації прибув на військову базу Текель на острові Чепель недалеко від Будапешта. Разом з ним до складу делегації входили міністр юстиції Ференц Ердеї, начальник Генштабу генерал Іштван Ковач та начальник оперативного управління Генштабу полковник Міклош Сюч. Опівночі в зал, де проходили переговори, прибув голова КДБ СРСР Іван Сєров і оголосив про арешт всієї угорської делегації.
Генерал Малетер і інші члени делегації відразу ж після арешту були відправлені на гауптвахту, де перебували під посиленою охороною. Там з ними розмовляв радянський генерал Євген Малашенко, пізніше згадував, що угорських офіцерів «приголомшило те, що трапилося, але вони намагалися триматися з гідністю».
Півтора року перебував в ув'язненні, потім постав перед закритим судом, на якому був засуджений до смертної кари. 16 червня 1958 вирок був приведений у виконання — разом з Малетером були страчені Імре Надь і журналіст Міклош Гімеш.

## Реабілітація
Через 31 рік після страти, в червні 1989, останки І.Надя, П.Малетера, М.Гімеша, а також страченого дещо раніше полковника Йожефа Сіладьї і померлого під час слідства міністра Гези Лошонці були з вищими почестями перепоховані в будапештському парку Героїв.